# Cruzada Cívica Nacionalista
La Cruzada Cívica Nacionalista (también conocido por sus siglas: CCN) fue un partido político venezolano de derecha fundado en 1965, bajo el liderazgo de Pablo Salas Castillo. 
El partido estaba fundamentado en el positivismo, cuya premisa fundamental fue la ideología nacionalista, además de encarnar las doctrinas de Marcos Pérez Jiménez, siendo vistas como parámetros de funcionamiento y de logros para la transformación del país.

## Historia

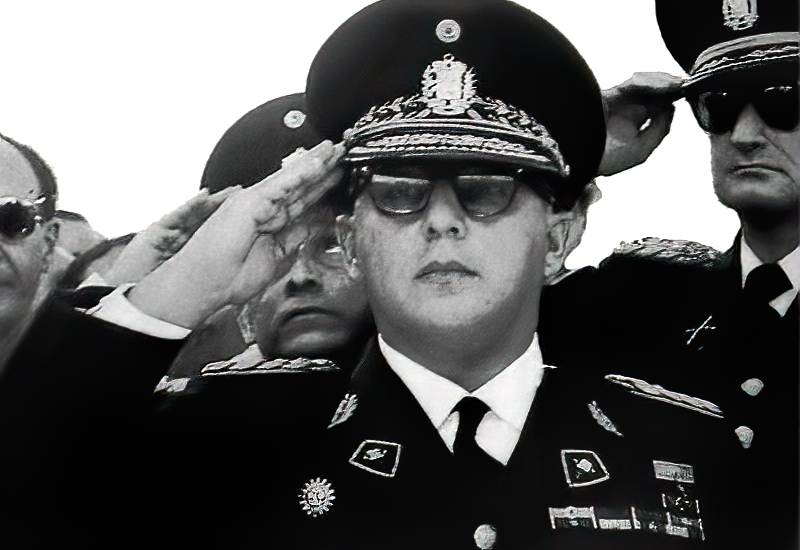
Marcos Pérez Jiménez.

Fue fundado en 1963 por seguidores del ex-dictador Marcos Pérez Jiménez, siendo claramente un partido de oposición al gobierno de Rómulo Betancourt y los sucesores a este. 
En 1968, el partido obtiene más de cuatrocientos mil votos y consiguen representación tanto en el Senado, como en el Congreso Nacional, obteniendo 4 y 21 representantes respectivamente. Uno de sus miembros electos, fue Pérez Jiménez, que se encontraba en el exilio, sin embargo, la Corte Suprema de Justicia determinó que era ilegal su postulación y no pudo asumir el cargo.
En las elecciones de 1973, el partido pretendió lanzar la candidatura de Pérez Jiménez, sin embargo, Acción Democrática y COPEI, impulsan y logran aplicar una enmienda a la Constitución de Venezuela de 1961, en la que establecía la imposibilidad para optar a los cargos de Presidente de la República, Senador, Diputado o Magistrado de la Corte Suprema de Justicia a todo aquel que hubiere incurrido en delitos mientras ocupase un cargo público. Aunque la candidatura de Pérez Jiménez fue descartada, el partido obtuvo un representante en el Senado y siete representantes en el Congreso.

### Desplome
A raíz de dicha enmienda, las aspiraciones del partido empezaron a mermar. En las elecciones de 1978, lanzan la candidatura presidencial de Pablo Salas Castillo. Sin embargo, dicha candidatura resulta en un total fracaso, consiguiendo el 0,11% de los votos, quedando en último lugar. Así mismo, el partido perdió representación en las dos cámaras del parlamento venezolano.
En elecciones de 1983, el partido no se presenta. Sin embargo, en 1988, postulan a Luis Hernández Campos, un militar retirado, como candidato presidencial. En dichas elecciones, su candidato obtuvo el 0,04% de los votos y no lograrían obtener representación en el parlamento nacional. En 1993, postularon a Carmen de González como candidata a las elecciones, pero obtendría solo el 0,03% de los votos, y nuevamente no obtuvieron representación en el parlamento.
En 2005, el partido fue reactivado, y participaría en las elecciones parlamentarias, sin embargo, obtuvo pésimos resultados.